# Златни прсти (ТВ филм)
„Златни прсти” је југословенски ТВ филм из 1963. године. Режирао га је Василије Поповић а сценарио је написао Павле Угринов.

## Улоге
| Глумац           | Улога |
| ---------------- | ----- |
| Сима Јанићијевић |       |
| Љиљана Крстић    |       |
| Предраг Лаковић  |       |